# Thor Kielland
Thor Bendz Kielland, född 9 december 1894, död 4 juli 1963, var en norsk museiman. 
Thor Kielland var kusinbarn till Alexander Kielland. Han blev filosofie doktor och efter utbildning och anställning vid flera olika museer direktör för Kunstindustrimuseet i Oslo 1928. Kielland behandlade i böcker och artiklar frågor rörande konsthantverk, framförallt äldre norskt guld- och silversmide samt möbelkonst. Under senare år ägnade Kielland sina vetenskapliga forskningar åt de norska bildvävnaderna. Han var mycket intresserad av modernt konsthantverk. I sitt arbete med att främja detta blev han sekreterare och senare vice ordförande i Föreningen Brukskunst och ordförande i Norsk førening for bokkunst.